# Toshima Karki
Toshima Karki (en népalais : डा. तोसिमा कार्की), née le 20 mai 1990 dans le district de Nawalparasi au Népal, est une médecin et femme politique népalaise, députée et ministre.
Chirurgienne de profession, elle organise et dirige des campagnes de secours après les séismes de 2015 au Népal, puis mène la campagne « Au chaud en hiver » dans les régions sinistrées.
Membre du parti Rastriya Swatantra, lors des élections législatives népalaises de 2022, elle est élue députée à la Chambre des représentants pour la circonscription de Lalitpur 3,.
Elle est brièvement ministre d'État chargé du ministère de la Santé du Népal en janvier-février 2023,.

## Jeunesse et formation
Toshima Karki naît le 20 mai 1990 dans le district de Nawalparasi au Népal. Elle est la fille de Padam Bahadur Karki et de Deepa Karki.
Elle poursuit des études de médecine et obtient son diplôme MBBS (Bachelors of Medicine and Surgery, titre équivalent à celui de docteur en médecine) du KIST College de Patan au Népal, actuellement Lalitpur. Elle obtient ensuite sa spécialisation en chirurgie générale avec une maîtrise en chirurgie de la faculté des sciences médicales de l'Université de Katmandou.
Toshima Karki se montre constamment militante depuis ses études de premier cycle. Elle dirige la protestation des internes et des étudiants en médecine contre les attaques commises contre les facultés de médecine, les hôpitaux et le personnel soignant en 2014-2015.

## Carrière médicale, organisation de secours humanitaires
Toshima Karki est chirurgienne généraliste de formation et de pratique. En parallèle à l'exercice de sa profession médicale, elle se fait largement entendre sur les questions des droits des travailleurs de la santé, et dirige pendant dix ans le mouvement Save Medical Fraternity.
Pendant et après les séismes de 2015 au Népal, Toshima Karki organise et dirige des camps de soin et de secours, notamment à Sindhupalchok, Batase, Ramechhap, Nuwakot, Salme, Lalitpur et Durlung. Ensuite, pendant les périodes de grand froid, elle mène la campagne « Au chaud en hiver » à Sunsari, Inaruwa et dans le district de Rautahat, fortement atteints par les inondations et les glissements de terrain. Elle dirige également d'autres programmes de secours et des camps sanitaires à Saptari, Susta et Inaruwa dans le Teraï.
Elle passe du statut de militante sociale à celui de femme politique après avoir rejoint le parti Rastriya Swatantra, en vue des élections générales népalaises de 2022. Elle est chargée de cours en chirurgie à l'Académie des sciences de la santé de Patan à l'époque où elle dépose sa candidature à la Chambre des représentants pour la circonscription de Lalitpur 3.
Elle est également membre élue du comité exécutif du Conseil médical du Népal jusqu'à ce qu'elle démissionne de son poste le 4 décembre 2022, à la suite de sa victoire électorale,.

## Députée, ministre
Sa candidature de députée est initialement rejetée par la Commission électorale du Népal, qui argue que son poste de membre du NMC est un poste lucratif. Elle dépose une requête auprès de la Cour suprême qui confirme la légitimité de sa candidature,,.
Lors des élections générales népalaises de 2022, Toshima Karki est élue dans la circonscription de Lalitpur 3, obtenant 31 136 voix, soit 53,55 % des voix, battant également la ministre de l'Énergie de l'époque, Pampha Bhusal,.
Elle est nommée début janvier 2023 ministre d'État chargé du ministère de la Santé du Népal,. Mais elle ne reste pas longtemps en fonction, son parti décidant en février suivant de retirer ses membres du gouvernement.